# Пијенца
Пијенца (итал. Pienza) градић је у средишњој Италији. То је познати градић округа Сијена у оквиру италијанске покрајине Тоскана.
Пијенца је позната као добро очувани средњовековни градић у јединственом тосканском окружењу. Она је посебно чувена по средишњем тргу, као јединственој ренесансној урбанистичкој компизицији, па је данас град са околином под заштитом УНЕСКОа.

## Природне одлике
Град Пијенца налази се у средишњем делу Италије, 120 км јужно од Фиренце, седишта покрајине. Град се налази у типично тосканском пределу брда и брегова, званом Вал д'Орсија, данас заштићеном као културно добро (тзв. „културни предео“). Око града пружају се безбројни виногради и велепоседи са старим палатама. Стари део града се сместио на врху брда, које господари над околином.

## Становништво
Према резултатима пописа становништва 2011. у општини је живело 2.141 становника.
| 1931. | 1936. | 1951. | 1961. | 1971. | 1981. | 1991. | 2001. | 2011. |
| ----- | ----- | ----- | ----- | ----- | ----- | ----- | ----- | ----- |
| 4.219 | 4.532 | 4.770 | 3.960 | 2.987 | 2.473 | 2.330 | 2.233 | 2.141 |

Пијенца данас има нешто преко 2.000 становника, махом Италијана, што је готово упола мање него пре пола века.

## Галерија
- Тоскански предео - поглед са Пијенце
- Зидине Пијенце
- Градска ренесансна црква
- Детаљ из Пијенце